# American Head Charge
American Head Charge fue una banda que practicaba una música entre el industrial metal y el nu metal procedente de Minneapolis, Minnesota, Estados Unidos. La banda se formó en 1997, y su nombre no tiene ningún significado en concreto, según los miembros de la banda.
Su mejor época llegó cuando el nu metal estaba en pleno apogeo, siendo teloneros de Slipknot en España en la gira del álbum Iowa, y durante su gira promocional para The War Of Art, curiosamente ambos discos fueron lanzados el mismo día y año.

## Historia

### Formación
Las primeras encarnaciones de la banda llevaban nombres como Flux, Gestapo Pussy Ranch y Warsaw Ghetto Pussy, aunque estos fueron de corta duración. El nombre Flux ya había sido adoptado por otra banda y por lo tanto fue abandonado debido a la posibilidad de infracción de los derechos de autor y difamación, mientras que estos últimos nombres fueron abandonados en un período de seis meses para no perder el interés de la discográfica. "Soy un fan de los nombres de tres palabras", dijo Hanks en una entrevista en diciembre de 2001 en ConcertLivewire.com. En referencia al nombre de la banda, confesó: "No significa nada. No tiene ningún significado. Más o menos ese propósito ahí mismo". Aunque a veces se especuló que su nombre fue tomado del famoso sello de doblaje de Adrian Sherwood, On-U Sound act African Head Charge, que se formó a principios de los años 80, en realidad es una coincidencia. Chad Hanks comentó en una entrevista antes de que firmaran: "Resulta que en realidad hay una banda llamada African Head Charge; es muy difícil ser original en estos días".

### Trepanation
Después de establecerse bajo el nombre de American Head Charge, la banda debutó en la escena underground de metal industrial con su álbum independiente Trepanation de 1999. El personal del álbum vio a Heacock y Hanks (ahora rebautizados respectivamente como Martin Cock y Banks) acompañados por el guitarrista David Rogers, Peter Harmon en la batería, y Christopher Emery en los teclados/muestras. Los álbumes tributo de Dwell Records fueron expuestos más a fondo a través de dos canciones, en homenaje a las bandas industriales Ministry y Marilyn Manson. El segundo guitarrista Wayne Kile, el teclista Justin Fowler y el programador de samplers/sonidos Aaron Zilch se incorporaron a las filas a mediados y finales de 1999, mientras que Peter Harmon se separó de la banda y Chris Emery se hizo cargo del puesto vacante de batería.
Después de apoyar a System of a Down en Des Moines, Iowa, en agosto de 1999, el bajista de System of a Down, Shavo Odadjian, quedó tan impresionado que cuando el propietario del sello American Recordings, Rick Rubin, le preguntó a Odadjian si había alguna banda a la que debería echar un vistazo, le habló a Rubin sobre American Head Charge. Seis meses más tarde, la banda recibió una oferta para grabar con American Recordings de Rick, bajo el sello de Columbia Records.

### The War of Art
Después del éxito local de Trepanation y de la firma de la venta a las grabaciones americanas en el 2000, la venda se movió a Los Ángeles para comenzar a trabajar en su primer álbum importante de la etiqueta con el productor Rick Rubin, viviendo y registrando en el infame Rubin Hody. The War of Art, lanzado el 28 de agosto de 2001, vendió más de 12.000 copias en los Estados Unidos en su primera semana y pasó a vender más de 250.000. Sin embargo, al igual que muchas bandas "pesadas" en ese momento, las ventas del álbum sufrieron inmediatamente después de los ataques del 9/11.
American Head Charge, comenzando un programa en vivo en apoyo de su debut en la etiqueta principal, comenzó su experiencia de gira profesional en el Ozzfest de Ozzy Osbourne en el 2001, tocando en el Segunda escenario para toda la gira. Luego obtuvieron una ranura en la gira del festival The Pledge Of Allegiance Tour, encabezado por Slipknot, Mudvayne, Rammstein y System Of A Down. El guitarrista Dave Rogers marcó su show final de esta gira en Nueva Jersey al interpretar completamente el concierto desnudo; Esto llevó a su posterior arresto después de la actuación. En diciembre de 2001, la banda co-apoyó a Slayer junto a la banda Metallica de Ohio Chimaira durante los dos primeros meses de la gira americana "God Hates Us All". Los siguientes shows fueron encabezados por Kittie, la banda de hardcore punk, Biohazard,  Stoner Rockers y Speedealer, que precedieron una gira Scandinavian/European/UK/Japanese de cuatro meses con Slipknot. Otras bandas con las que han viajado incluyen Coal Chamber, Ministry, Gravity Kills, Hatebreed, Static-X, Mudvayne y Otep. El guitarrista Wayne Kile partió del grupo industrial a principios de abril de 2002, preparando el camino para el exguitarrista de Black Flood Diesel, Bryan Ottoson. Sólo 24 horas después de recibir la oferta para unirse a la banda, Ottoson voló a Los Ángeles y marcó su inclusión en la banda participando en el rodaje del video musical "Just So You Know".

### The Feeding
Después de un hiato de dos años, las drogas habían tomado el control de gran parte de la banda. Según su página de MySpace, tres miembros de la banda se habían vuelto químicamente dependientes, dos de ellos regresando a la rehabilitación. El guitarrista Bryan Ottoson incluso declaró que la banda parecía tan condenada que casi fue registrado en una institución mental por temor al suicidio. La concha hueca de la banda, con un par de nuevas caras, se reunieron y comenzaron a escribir y grabar. Durante el proceso de demostración, el productor de 'The War Of Art', Rick Rubin se hizo cada vez más difícil de alcanzar, y la banda posteriormente pidió que se les fuera de su contrato de grabación. Rubin respetó su petición sin ningún tipo de disputas legales. El productor de la banda en fue el ingeniero 'The War Of Art',  Greg Fidelman. American Head Charge grabado durante cuatro meses, sintiendo que este fue, con mucho, su registro más disciplinado hasta la fecha. The Feeding fue lanzado el 15 de febrero de 2005 y dio a luz  una canción en la radio "Loyalty". También grabaron un video musical para la canción "Cowards", con el expeleador del UFC Chuck Lidell.

### Muerte del guitarrista Bryan Ottoson
El guitarrista Bryan Ottoson murió a la edad de 27 años en medio de una gira a principios de 2005 conducida con las bandas Mudvayne, Life of Agony y Bloodsimple. El cuerpo del músico fue encontrado tendido en una litera de dormir en el autobús de la gira de la banda en North Charleston, Carolina del Sur, donde el grupo estaba programado para actuar en el club Plex. Según los documentos de la policía de North Charleston, los investigadores de la escena concluyeron que la muerte del guitarrista fue el resultado de una sobredosis accidental de medicamentos recetados. La policía descubrió una botella de "numerosas cantidades de medicamentos recetados" en la litera de Ottoson. Ottoson había estado luchando contra la faringitis estreptocócica severa con la penicilina prescrita, y también recibió un medicamento para el dolor sin nombre. Los miembros de la banda informaron a la policía que vieron por última vez a Ottoson vivo alrededor de las 4 de la madrugada del 18 de abril de 2005, cuando se fueron a dormir antes de dejar Jessup, Maryland. Ottoson había consumido una gran cantidad de alcohol en un bar en Jessup esa noche, según documentos policiales. Esta afirmación es reportada como imprecisa por el bajista y cofundador, Chad Hanks: "Bryan, yo y nuestro tech D-Rock caminamos hasta el bar justo antes de la última llamada, y estábamos sobrios.Todos tuvimos dos shoots de vodka y una cerveza cada uno y tres bebidas es una "gran cantidad de alcohol". La policía fue llamada a la escena alrededor de las 6:30 p.m. el martes, y Ottoson fue fallecido por este tiempo. Hanks y Cheema comentaron a la policía que "Ottoson era un durmiente pesado, y no era raro que él durmiera tarde antes de un concierto".

### Can't Stop The Machine
El 3 de abril de 2007, American Head Charge lanzó su primer DVD 'Nadie Puede Parar La Máquina', a través de Nitrus Records. Junto con él vino un CD de 10 pistas con canciones en vivo e inéditas, incluyendo un remix de "Just So You Know". Ellos apoyaron el lanzamiento con una gira de dos meses en Estados Unidos que comenzó el 5 de mayo con su novena edición agotada de la First Avenue. Ellos tocaron una "actuación encore" del show final de la gira en The Rock en Maplewood, Minnesota el 14 de septiembre de 2007. Este sería su último show en vivo juntos. El 11 de agosto de 2009, la banda emitió un comunicado de prensa, afirmando que la banda se había disuelto. El comunicado de prensa citó la "incapacidad del cantante Cameron Heacock para continuar en la carrera musical". "Este no es el tipo de noticias de las que disfruto ser portador, pero hemos estado listos y esperando la entrada de Cameron durante casi dos años; Hemos escrito y grabado dos álbumes de material en ese tiempo ", dijo el cofundador y bajista Chad Hanks. "En este punto, ya no da estar en esta banda cualquier tipo de prioridad, lo cual es tan triste, ya que tiene una voz tan increíble y única; No podía esperar a oírlo en estas canciones. "Sin embargo, estamos esperando una nueva sangre; Un alma joven y hambrienta que no suena como cualquier otra persona y está dispuesta a trabajar su trasero. Estamos más que deseosos de regresar a las minas. Esto es lo que hacemos. El 18 de enero de 2011, la página inactiva de American Head Charge mostró una nueva actualización de estado: "Cosas más extrañas han pasado ...", agrupadas con un nuevo fondo y un nuevo icono que muestra una mano desencarnada que sale del suelo. El nombre en la página fue cambiado de "RIP American Head Charge: 1998-2009" a "American Head Charge". Sin embargo, desde el 17 de abril de 2011, el nombre en la página nuevamente se mostró como "RIP American Head Charge: 1998-2009", refutando la posibilidad de una reunión por el momento. En los meses siguientes, el bajista Chad Hanks hizo posts en su página de Twitter, diciendo que la banda regresó con el guitarrista Karma Cheema, el baterista Chris Emery, el vocalista Cameron Heacock, el tecladista Justin Fowler y él mismo. "Los ensayos están temporalmente programados para julio/agosto" publicó Hanks en su página de Twitter.

### Reunión yShoot
El 30 de junio de 2011, el bajista Chad Hanks anunció que la banda planeaba volver a ensayar y hacer más música. Además, anunció en la cuenta oficial de Facebook de la banda "American Head Charge (Oficial)" que Sin Quirin, exguitarrista de Ministry, Revolting Cocks y Society, aparecerán en su próxima "tourette" como segundo guitarrista. En octubre de 2011, American Head Charge se embarcó en su "tourette" con el apoyo de los actos Wrecking Day, Gabriel y el Apocalipsis, y Dead Horse Trauma. Se anunció el 29 de febrero de 2012, que American Head Charge participará en el Hed2Head Tour apoyando a Mushroomhead y Hed PE. Posteriormente, la banda grabó Shoot (inicialmente previsto para ser llamado Interstice). El primer sencillo del EP llamado "Sugars of Someday" fue lanzado en iTunes el 9 de mayo de 2012. La banda dijo que los ingresos se destinarán a financiar el próximo álbum. Shoot de cinco canciones fue auto-lanzado el 23 de julio de 2013 con una gira nacional que comenzó dos semanas después. Parte 2 de la gira Shoot golpeó el Reino Unido e incluyó una gira de segunda pierna de los EE. UU. La lista de canciones de Shoot incluye el sencillo "Sugars of Someday", las tres canciones nuevas "Writhe", "Set Yourself on Fire" y "Sand", así como un cover de la canción de Patti Smith "Rock N Roll Nigger ".

### Resurgimiento yTango Umbrella
En marzo de 2014, la banda comenzó una campaña de Indiegogo para recaudar fondos para financiar la grabación de su cuarto álbum de estudio, la primera grabación completa desde 2005 'The Feeding'. Dave Fortman sería el productor para el álbum. La banda recaudó $ 53,370 excediendo la meta inicial de $ 46,000. La banda ofreció a los fanes de todo, desde descargas de nuevas canciones, pre-pedidos del nuevo álbum, equipo firmado y letras manuscritas, acceso VIP a los espectáculos, nombre en los créditos del álbum, lecciones personales, una oportunidad de actuar con la banda y lista de invitados para toda la vida. Un colaborador donó para que la banda tocara su recepción de boda con temas de zombi. Después del éxito de la campaña, la banda jugó varios demostraciones con Wayne Static y realizó en el festival de la transferencia directa en junio de 2014. Después del funcionamiento de la transferencia directa y de algunas fechas en el Reino Unido, la venda se cerró para arriba en Kentucky en los estudios del tercer cielo para registrar el expediente de larga duración esperado largo. En octubre de 2014, la banda acompañó a Soil, Hed PE. y Wolfborne en una gira por Europa y el Reino Unido. La banda debía ir en una gira una semana después de regresar a los estados con Wolfbrone y unirse a Wayne Static y Powerman 5000 para una gira de múltiples ciudades de EE. UU. Debido a la desafortunada muerte de Wayne el 1 de noviembre, las bandas se reagruparon y decidieron hacer la gira en la memoria de Wayne Static. Después de 6 meses llenos de grabación y gira, la banda se tomó el tiempo con un "Holiday Hangover" show el 27 de diciembre previsto para el Turf Club de Minneapolis. El 9 de diciembre la banda confirmó una gira de primavera de dos meses con Coal Chamber, Filter y Combichrist. 
El 25 de marzo de 2016 la banda lanzó su cuarto álbum de estudio 'Tango Umbrella' y se va de tour con la banda Motograter por dos meses por todo EE. UU.

### Tour 2017 en EU/UK
La banda salió de tour por gran parte de Europa y Reino Unido durante el mes de septiembre. Iniciando en Ostrava, República Checa el día 06 del mismo mes y terminando el día 23 en Hamburgo Alemania. La banda tuvo de acompañantes a LIV SIN, In Death y Reptil como toneleros para el tour.
Tres miembros fueron remplazados para completar la agrupación para poder iniciar el tour, los miembros remplazados fueron Ted Hallows (Guitarra), Chris Emery (Batería) y Chad Hanks (Bajo), este último fue remplazado por motivos de salud y no pudo acompañar a la banda por su enfermedad, al igual Justin Fowler (Teclado) no pudo acompañar a la agrupación en el tour por motivos desconocidos pero no hubo reemplazo para él. Los miembros que tomaron sus lugares fueron Benji Helberg (Guitarra), Jeremiah "Major Trauma" Stratton integrante de la banda Hed PE (Batería) y Michael Dwyer (Bajo) estos fueron los integrantes que remplazaron a los ya mencionados integrantes.

### Muerte del cofundador Chad Hanks
El 12 de noviembre de 2017, el bajista fundador Chad Hanks murió de insuficiencia renal y hepática a la edad de 46 años. El 26 de noviembre se celebrará un concierto a benéfico en el First Avenue de Minneapolis Minnesota para recaudar fondos para los gastos finales, como el funeral y los trámites de asuntos legales.

### "A Benefit and Public memorial for CHAD HANKS"
El domingo 26 de noviembre se celebró un evento en memoria de Chad Hanks para recaudar fondos para su funeral y para algunos asuntos legales. El evento se presentó en el First Avenue de Minneapolis Minnesota donde se presentaron diferentes agrupaciones para apoyar el evento, Aaron Zilch (exintegrante) como DJ, Black Flood Diesel, The Omega Sequence, Strate Jakit, Outside The Murder, Blue Felix y por supuesto American Head Charge. El evento se llenó de sorpresas por la asistencia de diferentes excompañeros, el ya mencionado Aaron Zilch, Dave Rogers  y Dane Tuders.
En el evento se vendieron diferentes artículos donados por la banda y fanes que asistieron al evento, algunos limitados y personales como, objetos de Kiss, de la propia banda, artículos limitados y firmados de la época The Feeding entre otros. El evento lo cerro American Head Charge y la agrupación para ese evento tuvo algunas sorpresas, Aaron Zilch estuvo en los teclados junto a Justin Fowler, Dane Tuders estuvo en la batería y un amigo cercano de la banda Jordan Dawyne Swanson toco el Bajo.

### Arresto de Cameron Heacock
El 11 de abril de 2018, el vocalista Cameron Heacock fue detenido mientras conducía una camioneta robada llena de instrumentos musicales, también robados por un valor superior a los 10 mil dólares, propiedad de la tienda Guitar Center de California. Según los informes, la policía detuvo a Cameron Heacock después de que condujera una camioneta robada desde un motel en Costa Mesta, California. El descubrimiento los llevó a un almacén donde se descubrieron trece guitarras y una motocicleta. Heacock está bajo custodia en la Cárcel Central de hombres de Santa Ana, donde se espera que permanezca antes de una comparecencia ante el tribunal el día 13 de abril de 2018.

### Regreso en 2020
El 11 y 13 de febrero de 2020, la banda anunció mediante su página web que estaría regresando con tres conciertos en los Estados Unidos estos ocurrirán los días 30 de abril, 2 de mayo junto a Failure By Proxy, Sedit y Nothing But Losers y 3 de mayo junto a Dopesick y AA-K. El aviso fue publicado también en sus respectivas páginas de Twitter y Facebook días después. Se desconocen los miembros que participarán de estos conciertos.
Dichos conciertos nunca se llevaron a cabo por la pandemia causada por el COVID-19. Nunca se volvieron a reprogramar y la banda se encuentra en silencio desde entonces.

## Miembros de la banda
En la actualidad:
- Cameron Heacock - Vocales (1996 - 2020?)
- Benji Helberg - Guitarra (2005-2009, 2017 - 2020?)
- Karma Singh Cheema - Guitarra (2004-2006, 2007 - 2020?)

Anteriormente:
- Chad Hanks † - Bajo (1996 - 2017 Fallecido por insuficiencia renal y hepática a la edad de 46 años)
- Justin Fowler - Teclados (2000 - 2017 Sólo una noche en Minneapolis Minnesota)
- Jordan Dawyne Swanson - Bajo (2017 Sólo una noche en Minneapolis Minnesota)
- Dane Tuders -  Batería (2006 - 2009, 2017 Sólo una noche en Minneapolis Minnesota)
- Aaron Zilch - Electrónica, Teclados (1999 - 2003, 2017 Sólo una noche en Minneapolis Minnesota)
- Jeremiah "Major Trauma" Stratton (Hed PE) - Batería (septiembre de 2017)
- Michael Dwyer - Bajo (septiembre de 2017)
- Ted Hallows - Guitarra (2013 - 2016)
- Chris Emery - Batería (2000-2006, 2011-2016)
- Sin Quirin (Ex - Ministry, Revolting Cocks y Society 1 - Guitarra (2011-2012)
- Nick Quijano - Guitarra (septiembre - diciembre de 2006)
- Anthony Burke - Guitarra (2005)
- Bryan Ottoson † - Guitarra (abril de 2002 - Fallecido por sobredosis en abril de 2005 a la edad de 27 años)
- Dave Rogers - Guitarra (1996 - 2003)
- Wayne Kile - Guitarra (1999 - abril de 2002)
- Chris Emery - Teclado (1998 - 2000)
- Peter Harmon - Batería (1997 - 2000)
- Jamie White - Teclados (1997)

## Discografía

### Álbumes
- Trepanation - 1999
- The War of Art - 2001
- The Feeding - 2005
- Tango Umbrella - 2016

### EP
- Shoot - 2013

### Recopilaciones
- Can't Stop the Machine - 2007

### Sencillos
- Just So You Know - 2001
- All Wrapped Up - 2001
- Loyalty - 2005
- Sugars of Someday - 2012
- Perfectionist - 2016
- Let All The World Believe - 2016
- Drowning Under Everything - 2017